# Taisho Otome Otogi Banashi
Taisho Otome Otogi Banashi (jap. 大正処女御伽話) ist eine Mangaserie von Sana Kirioka, die von 2015 bis 2017 in Japan erschien. Sie wurde durch zwei weitere Mangaserien fortgesetzt. Die Geschichte um die Liebe zwischen einem behinderten Sohn einer reichen Familie und einem für ihn gekauften Mädchen in der Taishō-Zeit wurde 2021 auch als Anime-Serie umgesetzt. Diese erschien international als Taisho Otome Fairy Tale.

## Inhalt
Nach einem Unfall, bei dem seine Mutter ums Leben kam, ist der rechte Arm von Tamahiko Shima (志磨 珠彦) lahm. Der in einer reichen Familie aufgewachsene Junge verfällt in Depressionen und wird von seiner Familie als nutzlos angesehen und verstoßen. Sie schicken ihn in ein Landhaus in einem kleinen Dorf, wo er von da an seine Tage fristet. Dann wird ihm Yuzuki Tachibana (立花 夕月) gesandt. Das Mädchen wurde als seine zukünftige Frau gekauft und soll sich zunächst um den Haushalt und sein Wohlbefinden kümmern. Sie merkt gleich, dass Tamahiko trotz seiner pessimistischen Einstellung und des schlechten Rufs seiner Familie ein gutmütiger Mensch ist. Bis kurz zuvor ging sie noch auf eine Mädchenschule, die sie auf die Ehe vorbereiten sollte, und hatte selbst in den Verkauf eingewilligt, um ihrer verschuldeten Familie zu helfen.
Der heiteren Yuzu gelingt es schnell, den Alltag von Tamahiko zumindest etwas angenehmer zu machen und ihn aufzuheitern – trotz Rückschlägen. So erklärte seine Familie den ihnen lästigen Tamahiko für tot. Da kommt seine jüngere Schwester Tamako Shima (志磨 珠子) zu Besuch und gerät zunächst in Streit mit Yuzu. Doch die beiden freunden sich schnell an. Als Yuzu vor Überarbeitung zusammenbricht und ein Arzt gerufen wird, entschließt Tamako sich, selbst Ärztin zu werden. Entgegen dem egoistischen Ruf ihrer Familie will sie anderen Menschen helfen. Und Tamahiko merkt, wie viel ihm an Yuzu liegt und dass er mehr auf sie achtgeben muss. Bald darauf stellt die umtriebige Ryō Atsumi (渥美 綾) die Beziehung der beiden auf eine Probe, indem sie sich als Tamahikos Geliebte ausgibt. Schließlich schwört er Yuzu, dass sie ihm wichtiger ist und er immer bei ihr sein möchte. Ryō, deren Geschwister Tamahiko durch diesen Vorfall zu unterrichten beginnt, wird zu einer engen Freundin des Hauses.
Am Unterrichten der Nachbarskinder hat Tamahiko überraschend viel Freude und entschließt sich so, selbst wieder zur Oberschule zu gehen, um schließlich einen Abschluss zu machen. Auch will er so eines Tages besser für Yuzu sorgen können. Dort lernt er mit Hakaru Shiratori (白鳥 策) einen ungewöhnlichen, von sich selbst überzeugten Jungen kennen, der schnell ein enger Freund wird. Seine Schwester Kotori Shiratori (白鳥 ことり) ist eine bekannte Sängerin, die zusammen mit ihrem Bruder in das Dorf gezogen ist und ebenfalls zu einer Freundin des Hauses wird. Dann reist Yuzu eines Tages nach Tokio, um eine Freundin aus der Mädchenschule zu besuchen. Da kommt es zum Großen Kantō-Erdbeben und Yuzu wird vermisst. Tamahiko macht sich mit Ryō trotz der widrigen Umstände auf den Weg nach Tokio und sucht dort nach seiner Verlobten. Er trifft dort seine Freunde, die ebenfalls in der Stadt sind, um jeder auf ihre Art zu helfen. Mit ihrer Unterstützung kann er Yuzu finden und in Sicherheit bringen.

## Veröffentlichung
Der Manga erschien zunächst ab Juli 2015 in Einzelkapiteln im Magazin Jump SQ beim Verlag Shūeisha. Im September 2017 wurde die Serie abgeschlossen, sie erschien auch gesammelt in fünf Bänden. Der letzte Band verkaufte sich in Japan über 14.000 Mal in der ersten Woche nach Veröffentlichung. Eine chinesische Übersetzung erschien bei Tong Li Publishing.
Mit Shōwa Otome Otogibanashi folgte ab August 2018 eine Fortsetzung der Serie im Magazin Shōnen Jump+. Diese wurde im Mai 2020 abgeschlossen und erschien auch in fünf Sammelbänden. Eine weitere Mangaserie folgte dann 2021 im gleichen Magazin unter dem Titel Taishō Otome Otogibanashi: Pessimist no Shokutaku. Sie wurde auch in zwei Bänden herausgegeben.
Im Oktober 2021 erschien zudem eine Adaption der Geschichte als Roman, geschrieben von Hamubane.

## Anime-Adaption
Bei Studio SynergySP entstand unter der Regie von Jun Hatori eine Adaption des Mangas als Anime-Serie für das japanische Fernsehen. Hauptautorin war Hiroko Fukuda. Das Charakterdesign entwarf Mayumi Watanabe und die künstlerische Leitung lag bei Hiroki Matsumoto. Die Tonarbeiten leitete Fumiyuki Go und für die Kameraführung war Hiroki Tsubouchi verantwortlich.
Die 12 Folgen wurden vom 8. Oktober bis 25. Dezember 2021 von den Sendern TV Tokyo, TV Ōsaka, BS11 und AT-X gezeigt. International wurde der Anime von Funimation Entertainment lizenziert und parallel zur japanischen Erstausstrahlung auf dessen Plattform beziehungsweise in Europa bei Wakanim per Streaming veröffentlicht. Darunter waren Veröffentlichungen mit deutschen, englischen, spanischen, französischen und russischen Untertiteln.

### Synchronisation
| Rolle            | Japanische Stimme |
| ---------------- | ----------------- |
| Yuzuki Tachibana | Saya Aizawa       |
| Tamahiko Shima   | Yūsuke Kobayashi  |
| Kotori Shiratori | Ayasa Itō         |
| Ryō              | Chika Anzai       |
| Hakaru Shiratori | Shunichi Toki     |
| Tamako Shima     | Yume Miyamoto     |

### Musik
Die Musik wurde von Yasuharu Takanashi komponiert. Das Vorspannlied ist Otome no Kokoroe von GARNiDELiA und der Abspann ist unterlegt mit Magokoro ni Kanade von Shunichi Toki. Innerhalb der Folge 4 wird Tsukiyo no Kotori gespielt, in Folge 9 wird Koi no Uta eingespielt, beide von Ayasa Itō in ihrer Rolle als Korori Shiratori.